# Nibelungenhort

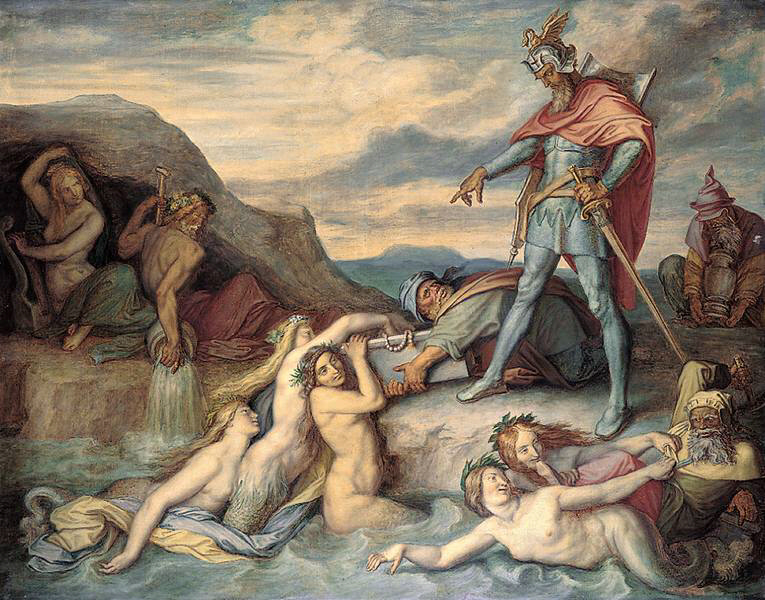
Hagen versenkt den Nibelungenhort, Peter von Cornelius, 1859

Der Nibelungenhort oder Schatz der Nibelungen ist ein sagenhafter, in einigen Sagenversionen fluchbeladener Schatz.

Vater Rhein mit dem Nibelungenhort (Ludwig Brunow 1881)

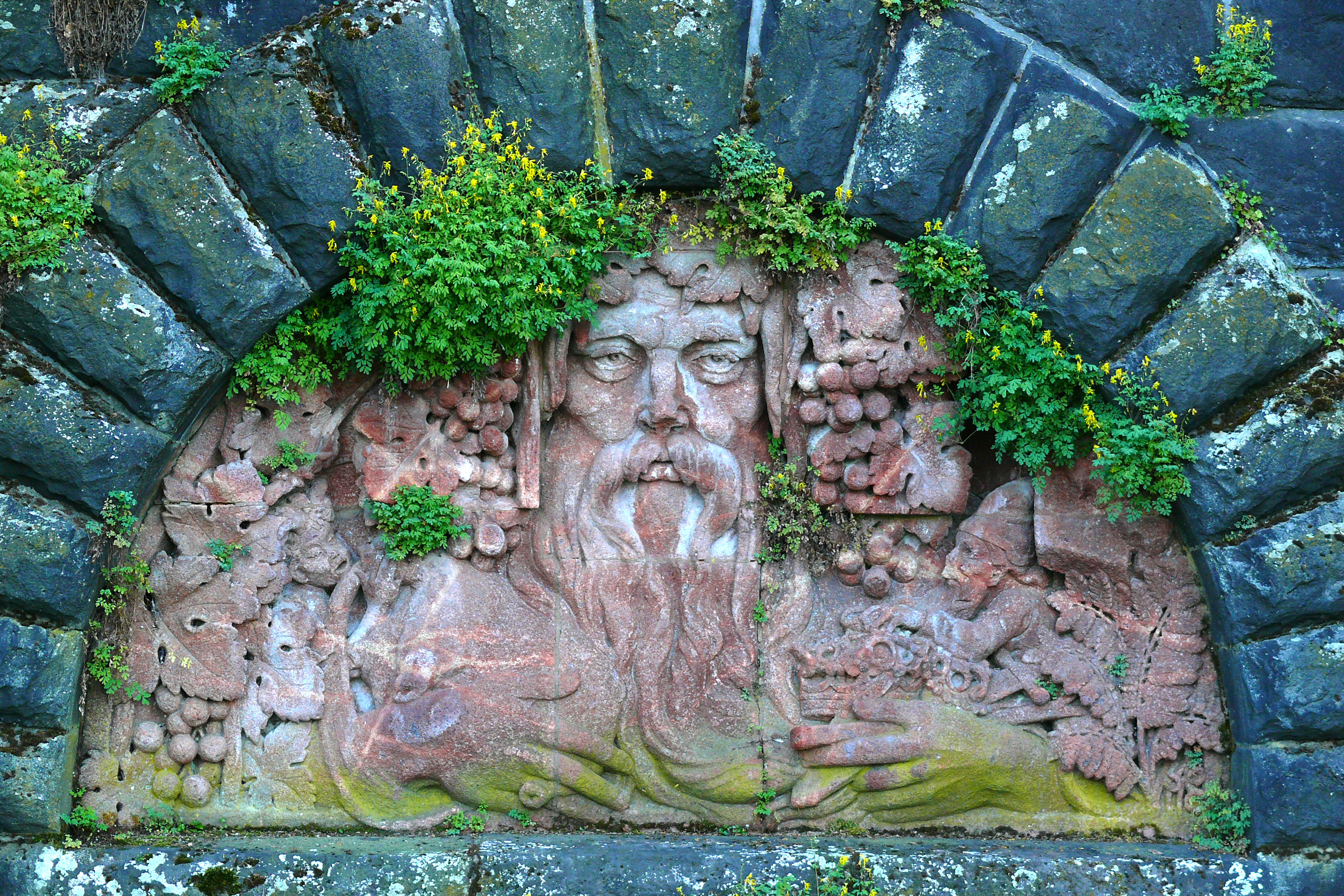
Vater Rhein mit Nibelungenhort in Bonn, ca. 1880

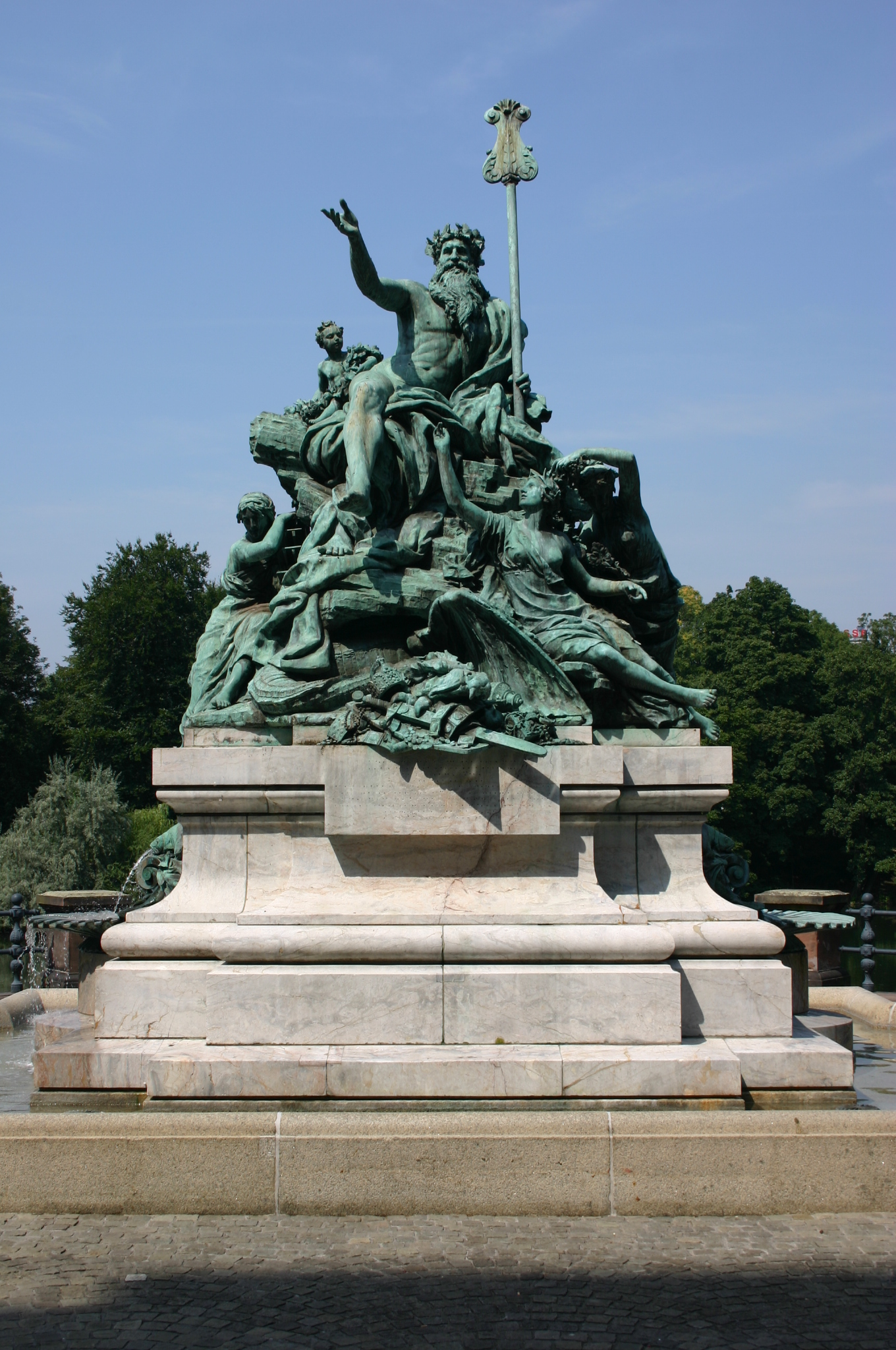
Vater Rhein und seine Töchter, Brunnenplastik von Karl Janssen und Josef Tüshaus in Düsseldorf mit der Darstellung eines Drachen, der das Rheingold bewacht, 1897

## Die Sage
In den verschiedenen Versionen der Nibelungensage hat der Hort eine unterschiedliche Geschichte, Funktion und Bedeutung. Zusammenhängende schriftliche Dichtungen, in denen er eine Rolle spielt, sind erst aus dem 13. Jahrhundert erhalten, doch gibt es schon ab etwa dem 10. Jahrhundert Quellen, die auf diesen Schatz anspielen. Auch diese alten Zeugnisse sind nicht auf einen Nenner zu bringen. Wahrscheinlich wurden erst ziemlich spät ursprünglich ganz verschiedene Sagen von Schätzen, die ursprünglich nichts miteinander zu tun hatten, ineinander verwoben. 
Die ausführlichste mittelalterliche Geschichte des Schatzes findet sich in der vermutlich um 1220 verfassten Edda des Isländers Snorri Sturluson; mit ihr stimmt eine Felsritzung am Ramsundsberg in der schwedischen Gemeinde Eskilstuna aus dem frühen 11. Jahrhundert (um 1030?) ziemlich genau überein. Auch die sogenannten Jung-Sigurd-Lieder der Liederedda – eine Sammlung von Liedern, die uns in einer Handschrift von erst etwa 1270 erhalten ist, die aber in ähnlicher Form schon Snorri bekannt waren, also (wenn auch durch Redaktoren immer wieder verändert) vermutlich schon um einiges älter sind – bringen eine ähnliche Version. 
Die auf Island vermutlich um 1250 entstandene Volsunga saga bringt die Geschichte des Hortes nach einer Version der Liedersammlung, die der Fassung in der genannten, um 1270 geschriebenen Handschrift sehr nahekommt. Diese Version ist heute deswegen so bekannt, weil Richard Wagner für seinen Ring des Nibelungen die Volsunga saga als Hauptquelle benutzte.

### Version nach Snorri Sturlusons Edda
Snorri erzählt die ganze Nibelungensage in dem Abschnitt seines Lehrbuches für angehende Dichter, in dem er die Umschreibungen für Gold in den Liedern älterer Dichter erklärt; das zeigt, dass der Hort der Nibelungensage in älterer Dichtung als der große Schatz schlechthin galt. Charakteristisch für Snorris Darstellung ist, dass Lieder über die mythische und märchenhafte Urzeit, in der die Götter über die Erde wandelten und sich Essen und Unterkunft suchen mussten, und Prophezeiungen über das Ende der Welt, die ebenfalls alten heidnischen mythischen Erzählungen entstammen, mit der Heldenzeit in eins verschmolzen werden, wobei den Heldenliedern als Grundlagen (freilich großteils bis zur Unkenntlichkeit veränderte) Figuren der frühmittelalterlichen Geschichte dienen.
Demnach erkundeten die drei Asen (Götter) Odin, Loki und Hönir die Welt. Für ihr Abendessen tötete Loki einen Fischotter, der sich bei einem Wasserfall Nahrung fing. Die Götter trugen ihn zu einem Bauern namens Hreidmar, wo sie das Nachtlager nehmen wollten. Hreidmar erkannte in dem Otter seinen Sohn namens Otter (altnordisch: Otr), der die Fähigkeit hatte, sich in einen Fischotter zu verwandeln (daher der Name). 
Hreidmar forderte von den Göttern Totschlagsbuße für seinen Sohn: Sie sollten den Otterbalg ganz mit Gold anfüllen und außen mit Gold bedecken. Nun mussten sich die Götter Gold beschaffen. Odin schickte Loki dazu aus. Gold besaßen in der mythischen Zeit Zwerge im Inneren von Bergen. Der Zwerg Andwari (altnordische Schreibung: Andvari) besaß einen großen Hort, den Loki ihm raubte, und dazu einen magischen Ring, mit dem sich der Hort vermehren konnte. 
Loki fing den Andvari, der als Hecht im Wasser lebte, um sich so seine Nahrung zu fangen, und zwang ihn, den Schatz und den Ring Andwaranaut (‚Geschenk des Andvari‘) herauszugeben. Andvari verfluchte den Ring, er solle jedem, der ihn besitze, den Tod bringen. Die Götter erlegten den Hort als Otterbuße; den Ring, mit dem man den Reichtum vermehren konnte, wollte Odin jedoch für sich behalten. Hreidmar fand jedoch, dass noch ein Barthaar des Otters aus dem Goldhaufen hervorstand, und um dieses zu bedecken, musste Odin widerwillig den Ring hergeben. Der Fluch Andwaris erfüllte sich sofort: Hreidmar wollte den Schatz nicht mit seinen Söhnen, Fafner (altnordische Schreibung: Fáfnir) und Regin, teilen; die beiden erschlugen daher ihren Vater. Fafner wollte Regin nichts davon abgeben, sondern verwandelte sich in einen Lindwurm und ließ sich auf der Gnitaheide mit diesem Drachenhort nieder.
Diese Vorgeschichte des Hortes stammt aus Mythen. Ihnen zufolge geht die Nahrungssuche durch Erschlagen anderer Lebewesen auf Taten der Götter in der Urzeit zurück, und ebenso sei die Goldgier durch Schuld der Götter der Welt von Anbeginn bis Ende eigen. Der nächste Abschnitt von Snorris Darstellung verbindet diese Mythen mit Heldensage: Regin verdingt sich als Schmied bei Chilperich (ein historischer Merowingerkönig; altnordische Schreibung: Hjalprekr). An Hjalpreks Hof wächst Sigurd auf; Hjalprek weist Regin dem Sigurd als Pflegevater zu. 
Regin will den Schatz besitzen; er will jedoch Fafnir nicht selbst töten, weil er sonst Blutschuld für die Erschlagung des Bruders auf sich lüde. Regin will daher Sigurd aufreizen, Fafnir zu töten, und dann den Hort an sich nehmen. Er schmiedet für Sigurd ein Schwert, mit dem Sigurd Fafnir auflauert und ihn von unten (aus einer Grube auf dem Weg des Drachen zur Quelle) ersticht. Dann soll Sigurd für Regin das Herz Fafnirs braten: man glaubte, dass die Kraft im Herzen säße und man durch den Genuss des Herzens die Kraft des Erschlagenen in sich aufnehmen könne. Regin legt sich inzwischen schlafen. 
Sigurd probiert, ob das Herz schon gar sei, verbrennt sich dabei den Finger und steckt ihn in den Mund. Durch den Genuss von Drachenblut versteht man die Vogelsprache. Zwei Spechtmeisen (Kleiber) verraten Sigurd, dass Regin ihn erschlagen will. Darum solle er Regin erschlagen und das Gold nehmen. Sigurd tut dies, belädt sein Ross Grani mit dem Schatz und reitet fort. Der Abschnitt von der Tötung des Drachen und des Schmiedes bis zur Vogelweissagung und zum Beladen des Rosses mit dem Schatz entspricht genau altnordischen Bildritzungen, deren älteste und schönste die von Ramsundsberg ist.
Weiter erzählt Snorri die Sage von Sigurd, in der ein Element des Hortes wieder erscheint: Sigurd gelangt zu den Niflungen (so heißen Gunnar und sein Bruder Högni; altnordisch Niflungen = deutsch Nibelungen), heiratet ihre Schwester Gudrun und wirbt für seinen Schwager Gunnar um Brynhild. 
Da Gunnars Pferd nicht den Flammenwall durchspringt, der um Brynhilds Halle liegt, tauscht Sigurd auf magische Weise mit Gunnar die Gestalt, um ihm zu helfen: Sigurd hat nun Gunnars Aussehen und nennt sich Gunnar, als er vor Brynhild erscheint, wirbt um sie und feiert Hochzeit, legt aber in der Hochzeitsnacht sein Schwert zwischen sie (damit der echte Gunnar am nächsten Abend eine Jungfrau vorfindet), und schenkt ihr am Morgen nach der Hochzeitsnacht einen Goldring – Snorri sagt, es war der Ring, den Loki dem Andvari genommen hatte und der über Fáfnirs Hort an Sigurd gekommen war. 
Als später Sigurds Frau Gudrun (die Schwester Gunnars) und Brynhild in Streit über den Vorrang geraten, verrät Gudrun Brynhild, dass der Ring an Brynhilds Finger Andvaranaut ist und Sigurd die Hochzeitsnacht mit ihr verbracht hatte, nicht Gunnar. Daraufhin reizt Brynhild Gunnar und dessen Bruder Högni auf, Sigurd zu erschlagen, und begeht anschließend Selbstmord.
Nach Sigurds und Brynhilds Tod nehmen die Nibelungen Gunnar und Högni den ganzen Schatz an sich. Die Witwe Sigurds, Gudrun, heiratet später den König der Hunnen, Atli (der dem historischen Attila entspricht). Dieser ist schatzgierig und will den Hort haben. Er lädt die Nibelungen, Gunnar und Högni, an seinen Hof, und lässt sie dort erschlagen. Bevor Gunnar und Högni die Einladung annahmen, versteckten sie jedoch den Hort im Rhein, und er wurde nie wiedergefunden. Einige Handschriften der Snorra-Edda fügen noch hinzu, dass Gudrun den Tod ihrer Brüder an Atli rächt und ihn grausam ermordet.

### Version im Nibelungenlied
Andere Werke erzählen die Geschichte des Hortes sehr anders. In Deutschland ist vor allem die Version bekannt, die das Nibelungenlied bietet: hier gewinnt Siegfried den Hort nicht von einem Drachen, sondern durch eine List: die Nibelungen, das sind die beiden Söhne des verstorbenen Königs Nibelunc, der einen unermesslichen Hort besaß, geraten bei der Erbteilung in Streit und bitten Siegfried, der zufällig vorbeikommt, um Hilfe bei der Teilung. 
Als Lohn geben sie ihm im Voraus das Schwert des Nibelunc. Da die beiden mit Siegfrieds Teilungsvorschlag nicht einverstanden sind und auf ihn losgehen, erschlägt er sie und die Riesen, die sie zur Hilfe haben, und bezwingt den Zwergen Alberich, obwohl sich dieser mit einem Tarnmantel unsichtbar machen kann. Siegfried setzt Alberich als Wächter über den Hort ein und zieht weiter. 
Später kommt Siegfried an den Hof der Burgundenkönige Gunther, Gernot und Giselher in Worms am Rhein. Der erste Berater der Könige, Hagen von Tronje, fädelt es ein, dass Siegfried gut aufgenommen wird. Da Siegfried die Schwester der Könige, Kriemhild, heiraten will, wirbt er (als Gegengeschäft) für Gunther um Brünhild. Diese muss erst in Kampfspielen besiegt werden, was Gunther nie leisten könnte. 
Siegfried bezwingt Brünhild mit Hilfe des von Alberich gewonnenen unsichtbar machenden Tarnmantels bei den Kampfspielen. Danach ringt er sie, ebenso unsichtbar, auch im Ehebett nieder, bevor Gunther ihr die Jungfräulichkeit nehmen kann, und nimmt ihr mit Gewalt einen Ring vom Finger und ihren Gürtel, mit dem sie ihn, bzw. den vermeintlichen Gunther, fesseln wollte. Der Reichtum Siegfrieds ermöglicht es ihm, Kriemhild nach der Hochzeit dazu zu bringen, auf ihr Erbe zu Gunsten ihrer Brüder zu verzichten, als er mit ihr in sein Land abreist. 
Dieser unermessliche Reichtum Siegfrieds, der sich auch in den Geschenken an Boten aus Worms spiegelt, erweckt den Neid vor allem Hagens. Die von Brünhild betriebene Einladung Siegfrieds und Kriemhilds nach Worms steht daher unter keinem guten Stern. Als die Schwägerinnen Kriemhild und Brünhild um den Vorrang streiten, verrät Kriemhild unbedacht das Geheimnis und zeigt die beiden Beweisstücke, Ring und Gürtel, vor. Da fordert Brünhild Siegfrieds Tod. 
Hagen ermordet Siegfried mit Gunthers Zustimmung, nicht weil er Brünhild rächen will, die ihnen nur als Vorwand dient, sondern um an den Hort zu kommen. Kriemhild als Witwe Siegfrieds steht der Hort zu; sie überreden sie zuerst mit falschen Worten, den Hort aus Norwegen, wo das Nibelungenland liegt, nach Worms bringen zu lassen, und als sie ihn kommen lässt, rauben sie ihr, nachdem sie ihr den Gatten erschlugen, auch noch ihr Erbe, den Hort.

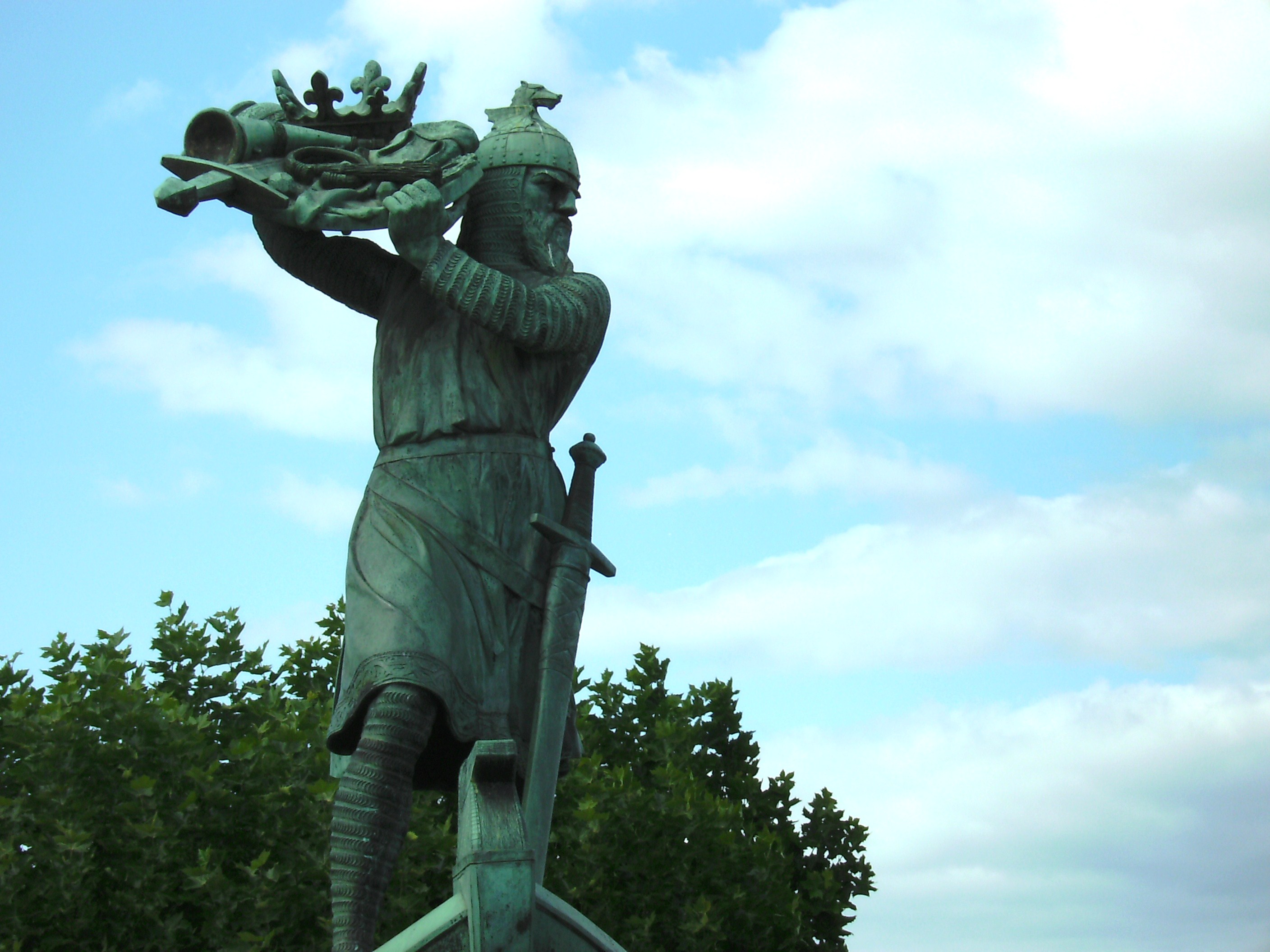
Hagen versenkt den Nibelungenschatz im Rhein. (Bronzeplastik von Johannes Hirt, 1905). Standort: Worms, Rheinufer

Hagen versenkt den Hort im Rhein an einer nur den Königen und ihm bekannten Stelle, damit niemand anderer ihn rauben kann. Als Kriemhild später Etzel (der mittelhochdeutsche Name für den Hunnenkönig Attila) heiratet, überredet sie ihn, ihre Brüder einzuladen, um sich an ihnen für den Tod Siegfrieds rächen zu können. In einem fürchterlichen Gemetzel fallen die drei Burgundenkönige und die 1000 burgundischen Ritter, die Gunther auf Hagens Rat mitgenommen hatte, sowie ihre 9000 Knechte und Trossknappen. 
Als letzte werden Gunther und Hagen von Dietrich von Bern überwunden, der am Hof Etzels weilt. Obwohl besiegt und gefesselt, verhöhnt Hagen Kriemhild. Er zeigt, dass er mit Siegfrieds Schwert gekämpft hat, das er durch Leichenraub an sich genommen hatte. Trotz Gunthers Tod ist Hagen immer noch nicht bereit, das Versteck des Hortes zu verraten. Da zieht Kriemhild das Schwert Siegfrieds aus der Scheide und schlägt Hagen damit den Kopf ab. Nun weiß niemand mehr, wo der Hort liegt. Entsetzt über diese Grausamkeit erschlägt Hildebrand, der alte Waffenmeister Dietrichs, Kriemhild.
Es gab außer den beiden heute bekanntesten Fassungen von Snorri und im Nibelungenlied noch mehrere andere. Die Abweichungen zwischen den Fassungen sind sehr groß. Lieder der um 1270 aufgezeichneten Liederedda erzählen die Geschichte ähnlich wie Snorri, aber doch in Details von diesem und auch untereinander abweichend, und die isländische Volsunga saga (um 1250) wieder etwas anders. Es gibt auch ganz andere Fassungen: So berichtet die norwegische Thidreks saga nach einer deutschen Quelle, der Hort habe im „Siegfriedskeller“ gelegen und Hagen habe einen Sohn gehabt, der ihn an Attila rächte, indem er den schatzgierigen Attila in den Siegfriedskeller lockte, von außen die Tür versperrte und den schatzgierigen König bei dem Gold verhungern ließ.

## Die Namen des Schatzes
Snorri erzählt die Geschichte dieses Schatzes, um die in der Sagendichtung benutzten Umschreibungen (Kenningar) für Gold zu erklären:
Fafnirs Bett, Fafnirs Erbe, Fafnirs Lager, gellendes Gold, Gnitaheides Staub, glutroter Schatz, Gold der Niflunge, Granis Bürde, Granis Rückenlasten, Niflungenerbe, Hort der Giukungen ('Gjukungen' = 'Söhne des Gjuki'; Gjuki heißt in den Eddaliedern der Vater Gunnars und Hognis), Rheines Gold, rotes Gold.

## Namengebendes Motiv des Nibelungenliedes
Im Nibelungenlied heißt der Hort nach seinen ursprünglichen Besitzern, den Königen des in Norwegen gedachten Nibelungenlandes. Als die Burgunden ihn nach Siegfrieds Tod rauben, übernehmen sie auch den Namen und werden manchmal neben „Burgunden“ auch „Nibelungen“ genannt. Im Nibelungenlied, Strophe 85ff., erklärt Hagen von Tronje dem König Gunther, wie Siegfried den „Hort des Nibelung“ erlangt hatte, der ihn unendlich reich machte:
Der Hort wurde aus einer Höhle in einem Berg geholt, um unter Schilbung und Nibelung, den beiden Söhnen des verstorbenen Königs Nibelung, aufgeteilt zu werden. Dieser Schatz aus Edelsteinen und rotem Gold war so groß, dass 100 Lastwägen ihn nicht tragen könnten.
Hagen von Tronje ist nach dem Nibelungenlied aber auch derjenige, welcher den Schatz im Rhein versenkt haben soll, wozu das Lied sogar nähere Angaben macht: Lôche. Trotz teilweise intensiver Suche von privater Seite konnten bis heute zwar mehrere Orte ausfindig gemacht werden, auf die die Beschreibung passt, der Schatz – so er denn wirklich existiert – aber bisher nicht gefunden werden. Lochheim, 20 km rheinabwärts von Worms, ist einer der in Frage kommenden Orte.

### Liederedda
- Klaus von See, Beatrice la Farge u. a.: Kommentar zu den Liedern der Edda. Bd. 5, Heldenlieder. Frá dauða Sinfiotla, Grípisspá, Reginsmál, Fáfnismál, Sigrdrífumál. Heidelberg 2006. (Enthält die Texte mit sehr genauen Übersetzungen, sprachlichen Erklärungen, wissenschaftlichen Kommentaren und sehr reichlichen Literaturangaben. Standardwerk.)

### Snorra-Edda
Ausgaben
- Finnur Jónsson (Hrsg.): Snorra Edda. København 1900.

Kommentare, Glossare und Übersetzungen der Snorra-Edda
- Anthony Faulkes, Oxford 1982ff.
- Ernst Wilken: Die Prosaische Edda im Auszuge, nebst Völsunga-saga und Nornagests-þáttr. Teil 1: Text, Teil 2: Glossar. 2. Aufl. Paderborn 1913

Übersetzungen
- Die jüngere Edda mit dem sogenannten ersten grammatischen Traktat. Übertragen von Gustav Neckel und Felix Niedner. Sammlung Thule 20. Jena 1925. (Vollständige, aber freie Übersetzung. Seither in unveränderten Neuauflagen erschienen.)

### Völsunga Saga und verwandte Sagas
Ausgaben
- Fornaldar sögur norðurlanda, hg. von Guðni Jónsson und Bjarni Vilhjálmsson, Reykjavík 1943, Bd. 1–3.

Übersetzungen
- Isländische Heldenromane. Übertragen von Paul Herrmann. Sammlung Thule, Bd. 21, Jena 1923. Seither in unveränderten Neuauflagen erschienen. (rezeptionsgeschichtlich interessant: Paul Herrmann hat Stellen bezeichnet, die von Richard Wagner oder Henrik Ibsen benutzt wurden.)

### Nibelungenlied
- Das Nibelungenlied. Nach der St. Galler Handschrift hrsg. u. mit einer Einl. v. Hermann Reichert. de Gruyter, Berlin 2005, ISBN 3-11-018423-0.

### Sekundärliteratur
- Hermann Reichert: Die Nibelungensage im mittelalterlichen Skandinavien. In: Joachim Heinzle, Klaus Klein, Ute Obhof: Die Nibelungen. Sage – Epos – Mythos. Wiesbaden 2003, ISBN 3-89500-347-6, S. 29–88 (Überblick über die Forschungsliteratur)
- Das Nibelungenlied. Nach der St. Galler Handschrift hrsg. u. mit einer Einl. v. Hermann Reichert (wie oben), bes. S. 451ff. (Zur Funktion des Hortes im Nibelungenlied:)
- Hermann Reichert: Nibelungenlied-Lehrwerk. Wien 2007, ISBN 978-3-7069-0445-2, S. 137f. zu Strophe 1119ff.
- Klaus Rädle: Der Nibelungenschatz – eine Spurensuche. 2. Auflage Berlin 2012, ISBN 978-3-86386-398-2.